# Pipapillomavirus
Die Gattung Pipapillomavirus umfasste ursprünglich nur eine Virusspezies aus der Familie Papillomaviridae, die bei Goldhamstern (Mesocricetus auratus) eine Infektion mit Läsionen der Mundschleimhaut hervorruft. Im Gegensatz zu allen anderen bekannten Papillomviren, überlappen sich bei der Spezies dieser Gattung die Leserahmen für das E2-Protein und das Kapsidprotein L2.
Zur Gattung Papillomvirus wurde inzwischen ein Virus (Micromys minutus papillomavirus, MmPV) hinzugefügt, das aus der Eurasischen Zwergmaus (Micromys minutus) isoliert wurde.

## Systematik
Die Systematik der Gattung Pipapillomavirus wurde inzwischen (ICTV Stand November 2018) neu gegliedert in Speziesnamen Pipapillomavirus 1 und 2. Vorher war nur eine einzige Gattung zugewiesen:
Familie Papillomaviridae
- Gattung Pipapillomavirus
  - Spezies Pipapillomavirus  1
    - Orales Hamster-Papillomvirus, en. Mesocricetus auratus papillomavirus 1 (MaPV1, HaOPV) – Referenz
    - Phodopus sungorus papillomavirus 1 (PsuPV1)

  - Spezies Pipapillomavirus  2
- Mastomys coucha papillomavirus 2 (McPV2) – Referenz
- Apodemus sylvaticus papillomavirus 1 (AsPV1)
- Micromys minutus papillomavirus 1 (MmiPV1, MmPV1)
- Mus musculus papillomavirus 1  (MmuPV1)
- Rattus norvegicus papillomavirus 1 (RnPV1)